# Sielsowiet Zubrewiczy
Sielsowiet Zubrewiczy (biał. Зубрэвіцкі сельсавет, ros. Зубревичский сельсовет) – sielsowiet na Białorusi, w obwodzie witebskim, w rejonie orszańskim, z siedzibą w Zubrewiczach.

## Demografia
Według spisu z 2009 sielsowiet Zubrewiczy zamieszkiwało 1305 osób, w tym 1130 Białorusinów (86,59%), 151 Rosjan (11,57%), 18 Ukraińców (1,38%), 1 Polak (0,08%), 1 Niemiec (0,08%), 1 Czuwasz (0,08%) i 3 osoby, które nie podały żadnej narodowości.

## Geografia i transport
Sielsowiet położony jest na Grzędzie Białoruskiej, w południowozachodniej części rejonu orszańskiego i na południowy zachód od stolicy rejonu Orszy.
Północna granicą sielsowietu przebiega linia kolejowa Moskwa – Mińsk – Brześć. Wschodnią częścią sielsowietu biegną linia kolejowa Orsza – Mohylew oraz droga republikańska R76.

## Miejscowości
- agromiasteczka:
  - Lisuny
  - Zubrewiczy
- wsie:
  - Bałotawiczy
  - Barejszawa
  - Chaduły
  - Chimy
  - Dubrauka
  - Dziatława
  - Kazieki
  - Macnawa
  - Miezienawa
  - Prokszyna
  - Tuminiczy
  - Wiarchouje